# Honnali
Honnāli är en ort i Indien.   Den ligger i distriktet Davanagere och delstaten Karnataka, i den södra delen av landet, 1 600 km söder om huvudstaden New Delhi. Honnāli ligger 562 meter över havet och antalet invånare är 16 753.
Terrängen runt Honnāli är huvudsakligen platt, men åt nordväst är den kuperad. Runt Honnāli är det tätbefolkat, med 319 invånare per kvadratkilometer. Närmaste större samhälle är Malebennūr, 16,3 km nordost om Honnāli. Trakten runt Honnāli består till största delen av jordbruksmark.